# 細體刮食杜父魚
細體刮食杜父魚，為輻鰭魚綱鮋形目杜父魚亞目杜父魚科的其中一種，為亞熱帶海水魚，分布於東太平洋阿留申群島至墨西哥下加利福尼亞半島海域，棲息深度18-284公尺，體長可達15公分，棲息在軟底質底層水域，生活習性不明。